# Метеорологія
Метеороло́гія (від грец. μετέωρον, metéōron, «високо в небі»; та грец. λόγος, lógos, «знання») — наука про земну атмосферу, яка вивчає її фізичні явища та процеси. Основні об'єкти дослідження: склад і будова атмосфери, тепловий режим атмосфери, вологообіг, загальна циркуляція, електричні поля, оптичні і акустичні явища.
У багатьох країнах метеорологію називають фізикою атмосфери, що в більшій мірі відповідає її сьогоднішньому значенню. Значна частина метеорологів займається моделюванням прогнозу погоди, клімату, дослідженням атмосфери (за допомогою радарів, супутників і ін.). Інші працюють в урядових і військових організаціях і приватних компаніях, що забезпечують прогнозами авіацію, мореплавання, сільське господарство, будівництво, а також передають їх по радіо і телебаченню.

## Розділи метеорології
Основні розділи метеорології:
- Фізична метеорологія — розробка радіолокаційних і космічних методів дослідження атмосферних явищ.
- Динамічна метеорологія — вивчення фізичних механізмів атмосферних процесів.
- Синоптична метеорологія — наука про закономірності зміни погоди.
- Аерологія — наука, що вивчає верхні шари атмосфери до декількох десятків кілометрів від поверхні Землі.

Крім того, є такі прикладні розділи, як:
- Авіаційна метеорологія
- Агрометеорологія — дисципліна, що вивчає застосування знань про погоду в аграрному секторі економіки.
- Актинометрія — дисципліна, що вивчає сонячне випромінювання.
- Біометеорологія — наука, що вивчає вплив атмосферних процесів на людину та інші живі організми.
- Ядерна метеорологія — наука, що вивчає природну і штучну радіоактивність, поширення в атмосфері радіоактивних домішок, вплив ядерних вибухів.
- Радіометеорологія — наука, що вивчає поширення радіохвиль в атмосфері.
- Супутникова метеорологія

Також більш дрібні прикладні дисципліни: лісова (пов'язана з пожежами), транспортна, будівельна та інші.

## В Україні
Україні метеорологічні дослідження проводить Український гідрометеорологічний інститут і Український гідрометеорологічний центр (Укргідрометцентр) в Києві. Метеорологічні спостереження і дослідження проводять в Одеському екологічному університеті (колишньому гідрометеорологічному), на відповідних кафедрах географічних факультетів Київського, Харківського, Одеського та Чернівецького національних університетів, на метео- агрометео- і авіаметеорологічних станціях при аеропортах.